# RoboCop (comics)
Pour un article plus général, voir RoboCop.
Plusieurs séries de comics, basées sur l'univers des films de RoboCop, ont été publiées par différents éditeurs.

## Boom! Studios
La maison d'édition Boom! Studios a publié une adaptation en comics du scénario original du film RoboCop 3 (version non tournée), publiée en France par Wetta sous le titre Robocop : Mort ou vif
- Titre : Robocop : Last Stand
- Scénario : Frank Miller, Steven Grant, Ed Brisson
- Dessins : Korkut Öztekin
- Coloriste : Michael Garland, Jordie Bellaire (covers)
- Couverture : Declan Shalvey
- Nombre de numéros : 8
- Date de parution : août 2013

## Avatar Press
La maison d'édition Avatar Press a publié Frank Miller's ROBOCOP. Un tome a été édité en français aux éditions Albin Michel.

## Dark Horse Comics
La maison d'édition Dark Horse Comics a publié 4 mini-séries, chacune en 4 numéros, ainsi qu'une adaptation en comics du film RoboCop 3.
En ce qui concerne l'adaptation : 
- Titre : Robocop 3
- Scénario : Steven Grant
- Dessins : Hoang Nguyen
- Encrage : Art Nichols
- Lettrage : Clem Robins
- Coloriste : Chris Chalenor (numéro 1), James Sinclair (numéro 2), Penny Zemaitis (numéro 3)
- Couverture : Nelson
- Nombre de numéros : 3
- Date de parution : juillet 1993 - Novembre 1993

### RoboCop vs. Terminator
RoboCop versus The Terminator a été publié par Dark Horse Comics
En l'an 2029 un rebelle humain accède à l'équipement de voyager dans le temps de Skynet et part dans une mission dans le passé pour tuer RoboCop. Skynet envoie un trio de Terminators pour protéger RoboCop.
Noter que cette série a été adaptée en jeux vidéo.
- Scénario : Frank Miller.
- Dessins, encrage et couverture : Walter Simonson.
- Lettrage : John Workman.
- Coloriste: Rachelle Menashe (les numéros 1 et 2) ; Steve Oliff (les numéros 3 et 4).
- Nombre de numéros : 4
- Date de parution : mai 1992 - août 1992

### Mortal Coils
Mortal Coils (1993) a été publié par Dark Horse Comics en 4 numéros.

### Prime Suspect
Prime Suspect (1992-1993) a été publié par Dark Horse Comics en 4 numéros.

### RoboCop: Roulette
RoboCop: Roulette (1993-1994) a été publié par Dark Horse Comics en 4 numéros.

## Marvel Comics
La maison d'édition Marvel Comics a publié deux adaptations complètes des deux premiers films, dont RoboCop (1987) et RoboCop 2 (1990). La première est sortie en hors-série tandis que la dernière est une mini-série regroupant 3 numéros parue en 1990.
L'éditeur a aussi publié un mensuel, RoboCop, qui n'a duré que 23 numéros entre les années 1990 à 1992.

## Dynamite Entertainment
- RoboCop Vol 1: Revolution de Rob Williams et Fabiano Neves
- RoboCop Vol 2: Road Trip
- Terminator/RoboCop: Kill Human Vol 1